# Grabrov Potok
Grabrov Potok is een plaats in de gemeente Velika Ludina in de Kroatische provincie Sisak-Moslavina. De plaats telt 135 inwoners (2001).